# Таккинарди-Персиани, Фанни
Фанни Таккинарди-Персиани (итал. Fanny Tacchinardi Persiani; 4 октября 1812, Рим — 3 мая 1867, Париж) — итальянская оперная певица (сопрано), первая исполнительница партии Лючии ди Ламмермур в одноимённой опере Доницетти. Дочь тенора Николы Таккинарди, сестра композитора Гвидо Таккинарди.

## Биография

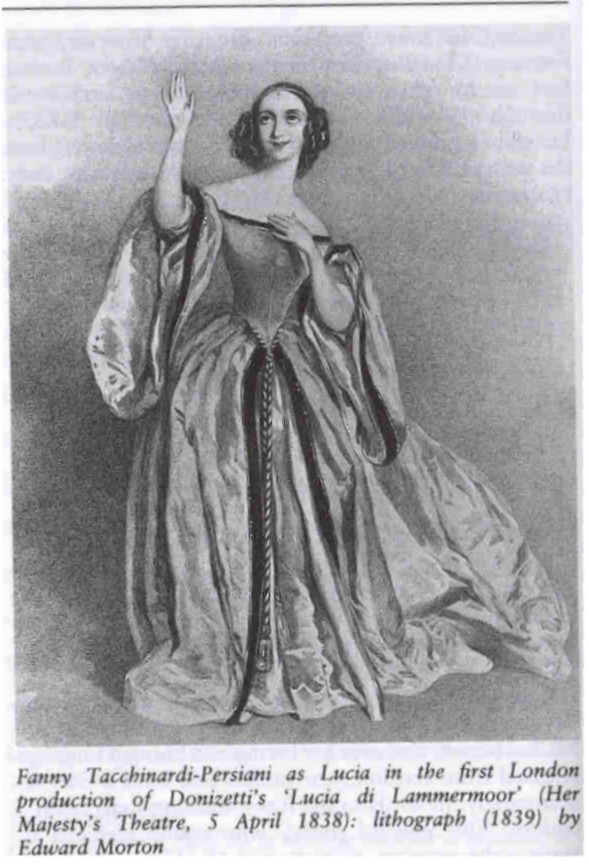
Ф. Таккинарди-Персиани на лондонской премьере «Лючии ди Ламмермур»

Училась у своего отца. Дебютировала в 1832 году в Ливорно. Выступала в различных городах Италии, в Вене, а с 1837 по 1849 год — в Лондоне. Гастролировала в разных странах, в том числе в России. С 1858 года преимущественно жила в Париже с выездами в Италию.
В 1830 году вышла замуж за композитора, автора 11 опер, Джузеппе Персиани (1804—1869), после этого выступала под двойной фамилией.

## Творчество
Персиани — первая исполнительница главной партии в опере Доницетти «Лючия ди Ламмермур», которая была написана специально в расчёте на неё. Прекрасно сыгравшая главную роль, она стала знаменитостью.